# Valgfilm 1962
|  | Denne artikel er oprettet af botten Steenthbot ud fra en ekstern database. Den kan derfor have sproglige fejl eller mangler. Denne skabelon kan fjernes efter kontrol af indholdet. |

Valgfilm 1962 er en dansk oplysningsfilm fra 1962.

## Handling
En opfordring til at stemme til kommunalvalget den 6. marts 1962.